# قحطان جثیر
قحطان جثیر (انگلیسی: Qahtan Chathir Drain؛ زادهٔ ۲۰ ژوئیهٔ ۱۹۷۳) یک بازیکن فوتبال اهل عراق است.
از باشگاه‌هایی که در آن بازی کرده‌است می‌توان به الکرخ، الصناعه، و تیم ملی فوتبال عراق اشاره کرد.
وی همچنین در تیم ملی فوتبال تیم ملی فوتبال عراق بازی کرده است.